# 相模原市立大野北小学校
相模原市立大野北小学校（さがみはらしりつ おおのきたしょうがっこう）は、神奈川県相模原市中央区淵野辺2丁目にある公立小学校。

## 沿革
- 1975年（昭和50年）
  - 4月1日 - 開校。初代校長井上正二着任。開校時点の児童数560名・16学級。
  - 6月5日 - この日（6月5日）を開校記念日と定めた。
  - 6月10日 - プール開き。
  - 6月20日 - PTA設立総会開催。
  - 7月5日 - 校章制定。
  - 12月7日 - 開校記念園｢さいこが丘｣造成。
- 1976年（昭和51年）2月5日 - 開校記念園の披露式典挙行。校旗・校歌制定。
- 1978年（昭和53年）4月1日 - 学区再編成により山王B地区2～6学年児童118名を淵野辺小より受け入れ。特殊学級「言語・難聴」の2級設置。
- 1980年（昭和55年）12月22日 - 創立5周年記念航空写真撮影。
- 1981年（昭和56年）9月1日 - 「言語・難聴」級を並木小へ分離する。
- 1983年（昭和58年）
  - 6月22日 - 体育器具庫・飼育舎建設工事完了。
  - 12月25日 - 形砂場・ヘチマ棚完成。
- 1984年（昭和59年）
  - 8月24日 - 創立10周年実行委員会より、「回旋塔」を寄贈され、設置。
  - 10月28日 - 創立10周年記念県警ブラスバンド演奏会及びパレードを開催。
  - 11月10日 - 創立10周年記念式典挙行。
- 1985年（昭和60年）2月22日 - 造形砂場整備、流水実験場職員作業により完成。
- 1986年（昭和61年）
  - 9月10日 - 体育館屋根全面改修工事完了。
  - 10月14日 - 東昇降口より校庭への通路一部舗装。
- 1987年（昭和62年）2月20日 - プレハブ2教室解体撤去完了。
- 1991年（平成3年）12月16日 - 体育館天井ボルト取り替え工事
- 1992年（平成4年）2月22日 - 遊具塗装工事完了。
- 1994年（平成6年）10月29日 - 創立20周年記念式典挙行。
- 1995年（平成7年）6月12日 - 大規模改修工事着手。
- 2002年（平成14年）
  - 4月1日 - 新学習指導要領完全実施により、学校週5日制実施。
  - 12月18日 - 体育館耐震工事完了。
- 2004年（平成16年）
  - 6月15日 - 創立30周年記念航空写真撮影。
  - 10月31日 - 創立30周年記念式典挙行し、学習発表会開催（市民会館）。30周年記念として、校章プレート1基、テント1張、式典・学習発表会記録VTR・DVD各30巻が贈られた。
  - 12月10日 - 防災備蓄倉庫完成。
- 2005年（平成17年）10月30日 - 体育館改修工事完了。
- 2006年（平成18年）8月 - インタ－ロッキング工事開始。
- 2008年（平成20年）
  - 3月 - インタ－ロッキング工事完了。
  - 8月 - パソコン室コンピュータ機器更新。
- 2010年（平成22年）
  - 3月 - 50インチ大型テレビ各教室設置。
  - 4月1日 - 支援級（のぞみ1、のぞみ2）開級。
- 2011年（平成23年）
  - 3月 - 給食室工事完了。
  - 4月6日 - 給食試食会開催。
- 2017年（平成29年）4月1日 - 旧視聴覚室に大野北小学校内児童クラブ設置。
- 2018年（平成30年） - 大野北小学校内児童クラブ廃止。
- 2019年（平成31年）4月1日 - 1階の旧ランチルームに普通教室2クラス設置。普通教室エアコン設置工事終了。1階ポンプ室→非常口改修工事終了。
- 2020年（令和2年）
  - 11月7日 - GIGAスクール構想により、全児童にGoogleChromeBook貸与。
  - 12月11日 - トイレ前自動式手洗い器設置工事終了。

## 通学区域
- 相模原市中央区[1]
  - 上矢部1丁目（1番〜16番・17番3号〜21番）
  - 上矢部2丁目（全域）
  - 上矢部3丁目（全域）
  - 上矢部4丁目（全域）
  - 上矢部5丁目（全域）
  - 淵野辺2丁目（1番〜4番・5番8号・7番〜34番）
  - 淵野辺4丁目（10番のみ）
  - 淵野辺本町1丁目（全域）
  - 淵野辺本町2丁目（全域）
  - 淵野辺本町3丁目（29番〜36番）

## 進学中学校
- 相模原市中央区[2]
  - 相模原市立大野北中学校

## 周辺
- 相模原市立大野北こどもセンター - 同一建物内
- 市営淵野辺団地 - 相模原市道をはさんで、敷地が隣接。
- 淵野辺きぼう公園 - 相模原市道をはさんで、敷地が隣接。
- 相模原市立大野北中学校 - 相模原市道をはさんで、敷地が隣接。なおかつ、進学先中学校。
- 相模原市立淵野辺小学校
  - 相模原市立淵野辺児童クラブ - 淵野辺小学校敷地内
- 淵野辺本町どんぐり公園
- 山王日枝神社
- 相模原市幸町児童館
- 相模原市水防・防災倉庫
- 淵野辺郵便局

## 交通アクセス
- 神奈川中央交通「町17」・「町29」・「淵30」・「淵65」・「淵67」の各系統で、「山王」停留所下車後、
  - 町田バスセンター行・小山田桜台行・神奈中多摩車庫行・日大三校行のりばから、徒歩約235m・約4分（校門(正門)からバス停まで、直線距離は約115mほどだが、道路形状の関係で2倍の距離となる）。
  - 淵野辺駅北口行のりばから、徒歩約180m・約3分。
- JR東日本横浜線淵野辺駅（北口）から、
  - 徒歩約740m・約11分。
  - 上述の神奈中バスに乗車し3分、「山王」停留所下車後、徒歩。